# بخش اوری‌یک
بخش اوری‌یک (به فرانسوی: Arrondissement d'Aurillac) یک بخش در فرانسه است که در کانتال واقع شده‌است.